# Foulques Le Strange
Foulques Le Strange (en anglais Fulk Le Strange) est un noble anglais né vers 1267 et mort en 1324 à Whitchurch dans le Shropshire.
Titré baron Strange de Blackmere, il siège au parlement d'Angleterre de 1308 à 1324. Il est nommé sénéchal de Gascogne le 26 mai 1322 par le roi d'Angleterre, une charge qu'il ne peut exercer pour raisons de santé.

## Biographie
Foulques est le fils d'Eleanor Blancminster et de Robert Le Strange le Jeune, baron Strange d'Ellesmere et seigneur de Wrockwardine, qui meurt en 1276. 
Il combat en Gascogne en 1294, puis à partir de 1298 participe à plusieurs campagnes des guerres d'indépendance écossaise sous les règnes de Édouard Ier et d’Édouard II.
Il épouse Eleanor, fille de John Giffard de Brimsfield et héritière de Corfham ; le couple a pour enfants :
- Foulques ;
- John, qui succède à son père ;
- Elizabeth, qui épouse Robert Corbet.